# Ипполитов, Василий Афанасьевич
Василий Афанасьевич Ипполитов (6 февраля 1892—29 мая 1957) — российский и советский конькобежец, советский тренер. Заслуженный мастер спорта (1938). Чемпион Европы (1913), серебряный призёр чемпионата Европы (1914), серебряный призёр чемпионатов мира (1913—1914), чемпион России в многоборье (1911), СССР (1923), бронзовый призёр РСФСР (1922) в многоборье по конькобежному спорту. Чемпион СССР по велосипедному спорту 1923 года. Выступал за ДСО "Спартак" (Москва), ВФСО "Динамо" (Горький).

## Биография
Василий Афанасьевич родился в Москве в семье железнодорожного машиниста. В семье было четыре брата и младший брат Платон также стал конькобежцем, 3-кратным чемпионом страны. Василий помогал отцу в слесарном деле; первый раз он встал на лёд, попробовав пару коньков, восстановленных для клиента. Позже, уже знаменитым спортсменом, он был владельцем мастерской на Патриарших прудах, где точил коньки и чинил велосипеды.

Николай Старостин в книге «Футбол сквозь годы» вспоминал:

Пожалуй, наиболее колоритной фигурой среди звезд РГО (Русского гимнастического общества) был Василий Ипполитов. … Мастер он оказался высочайшего класса. Но за работу всегда брал вдвое дороже и приговаривал, слегка заикаясь:

 — Не экономь, а переплати, зная, что тебе точит коньки чемпион Европы.

Василий встал на коньки в раннем возрасте и начал занятия конькобежным и велосипедным спортом в 1908 году, а уже через год стал бронзовым призёром на чемпионате России среди юниоров. Спустя два года, в 1911 году завоевал звание чемпиона страны по конькам, и в 1912 году дебютировал на чемпионате Европы в Стокгольме и на чемпионате мира в Кристиании, где в обоих турнирах занял 7-е места. 
В 1913 году в Санкт-Петербурге Василий завоевал титул чемпиона Европы, победив самого Оскара Матисена, и стал серебряным призёром на чемпионате мира в Хельсингфорсе. В том же году его призвали в армию, но в начале 1914-го в армию пришло письмо из Норвегии, чтобы отпустить рядового Ипполитова на международные соревнования. В феврале 1914-го русский артиллерист стал серебряным призёром на чемпионате Европы и на чемпионате мира. В июле 1914 года началась Первая мировая война и все соревнования были отменены до её окончания.
Ипполитов был участником Первой мировой войны. Знаменитый конькобежец находился на передовых позициях. В одной из перестрелок под ним была убита лошадь. Журнал «К Спорту!» 1914 года писал: «…было получено сообщение о гибели в Варшавском районе офицера В. Ипполитова. Зная о нахождении знаменитого конькобежца в армии, решили, что убит он. Но вскоре  от Василия Ипполитова было получено известие, что он жив и здоров».

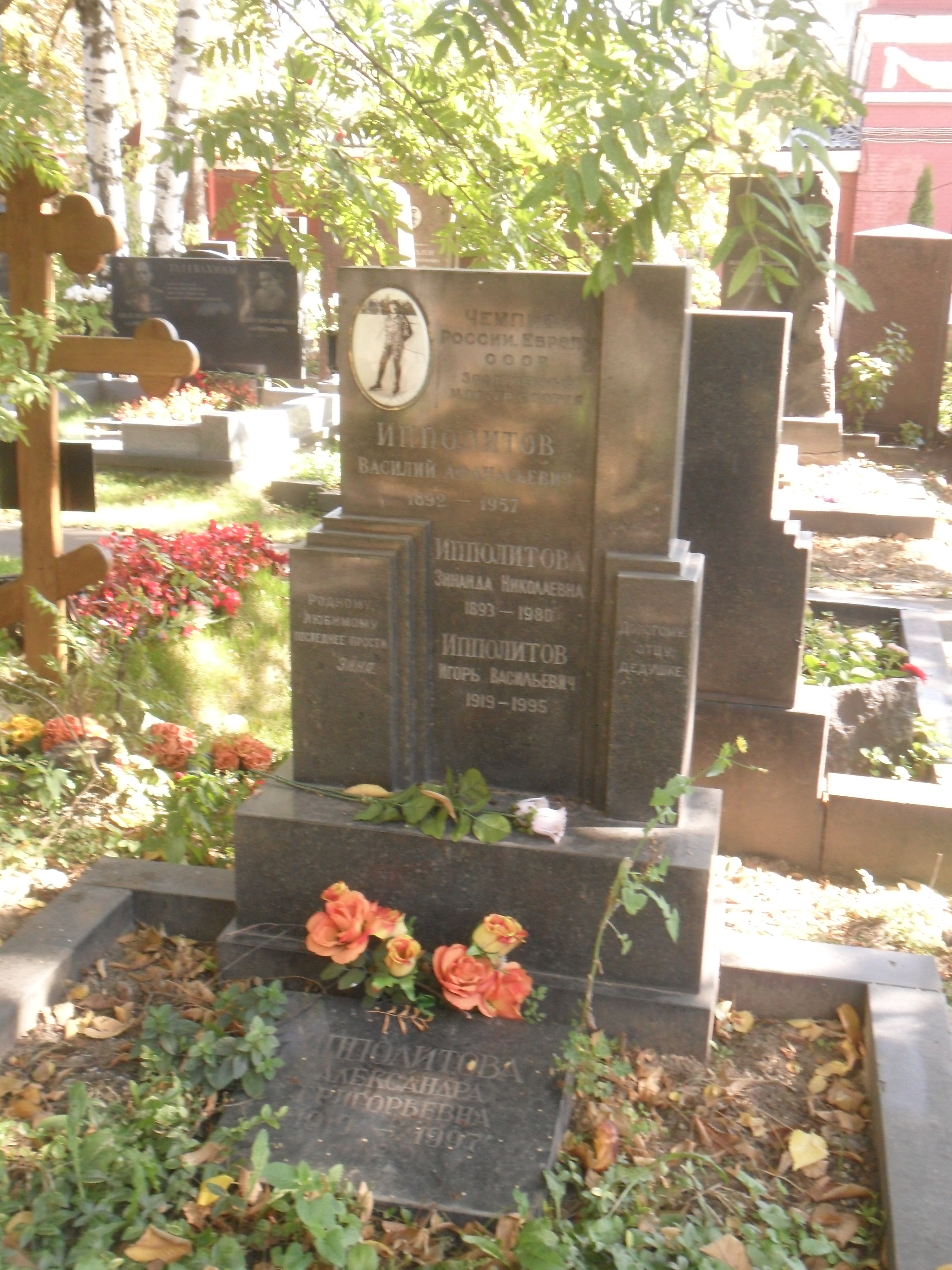
Могила Ипполитова на Новодевичьем кладбище Москвы

В 1918 году соревнования по конькам продолжились и Василий участвовал в чемпионате РСФСР, заняв там 2-е место и уступив только Якову Мельникову. Однако соревнования вновь были приостановлены из-за начавшейся гражданской войны и 26-летний спортсмен записался в ряды Красной армии. После завершения войны он вернулся к соревнованиям и стал бронзовым призёром в многоборье на чемпионате РСФСР.
На чемпионаты мира и Европы 1923 был приглашён вместе с Яковым Мельниковым и Платоном Ипполитовым, но не смог принять участие из-за болезни. Но уже в конце февраля выиграл чемпионат СССР в классическом многоборье. В том же 1923-м 31-летний спортсмен добивается успеха на Всесоюзном первенстве в велосипедном спорте, одержав победу в спринтерской гонке на 1,5 версты. 
В 1923 он завершил карьеру спортсмена и начал карьеру тренера. В 30-х годах был чемпионом и призёром первенств СССР среди мастеров. Несмотря на свой преклонный возраст, Василий Ипполитов до последних дней не прекращал занятий спортом, регулярно выступал в соревнованиях по велосипедному спорту в качестве лидера-мотоциклиста.

### Тренер
После окончания спортивной карьеры был тренером в Москве, в 1930-х годах несколько лет возглавлял конькобежную секцию «Динамо» в Горьком, а также в 40-х тренировал в секции «Зенит» в Москве. Среди его учеников были::
- Ипполитов, Игорь Васильевич (1919—1995, сын В. Ипполитова) — 26-кратный чемпион СССР по велоспорту, 3-кратный чемпион СССР по конькобежному спорту на отдельных дистанциях;
- Аниканов, Иван Яковлевич — 5-кратный абсолютный чемпион СССР, 13-кратный чемпион СССР на отдельных дистанциях, позже — знаменитый тренер;
- Валентина Кузнецова (Горький) — 3-кратная абсолютная чемпионка СССР (1935 — под руководством В. Ипполитова).

Также Василий Афанасьевич в середине 30-х тренировал и группу из 60 молодых велосипедистов на стадионе "Юных пионеров".

### Личная жизнь и семья
Василий Ипполитов был женат на Зинаиде Николаевне (1893–1980). В совместном браке у них был сын Игорь Васильевич Ипполитов (1919–1995). А также внук Виталий (сын Игоря). Василий Афанасьевич умер в мае 1957 года, похоронен в Москве на Новодевичьем кладбище.

### Рекорды России
В качестве рекордов России фиксировались только результаты, показанные на территории России. В таблице приведены также показанные за границей результаты, бывшие на тот момент абсолютно лучшими для конькобежцев России (выделены курсивом).
```
  1500 м     
2.22,2          3.02.1913   
Кристиания
          результат был превышен в 1938

             2.25,4         23.02.1913   
Санкт-Петербург

10 000 м    
17.36,4         25.01.1913   
Тронхейм

            
17.35,5          3.02.1913   
Кристиания
          результат был превышен в 1946
```